# Kloster Marienthal (Haguenau)

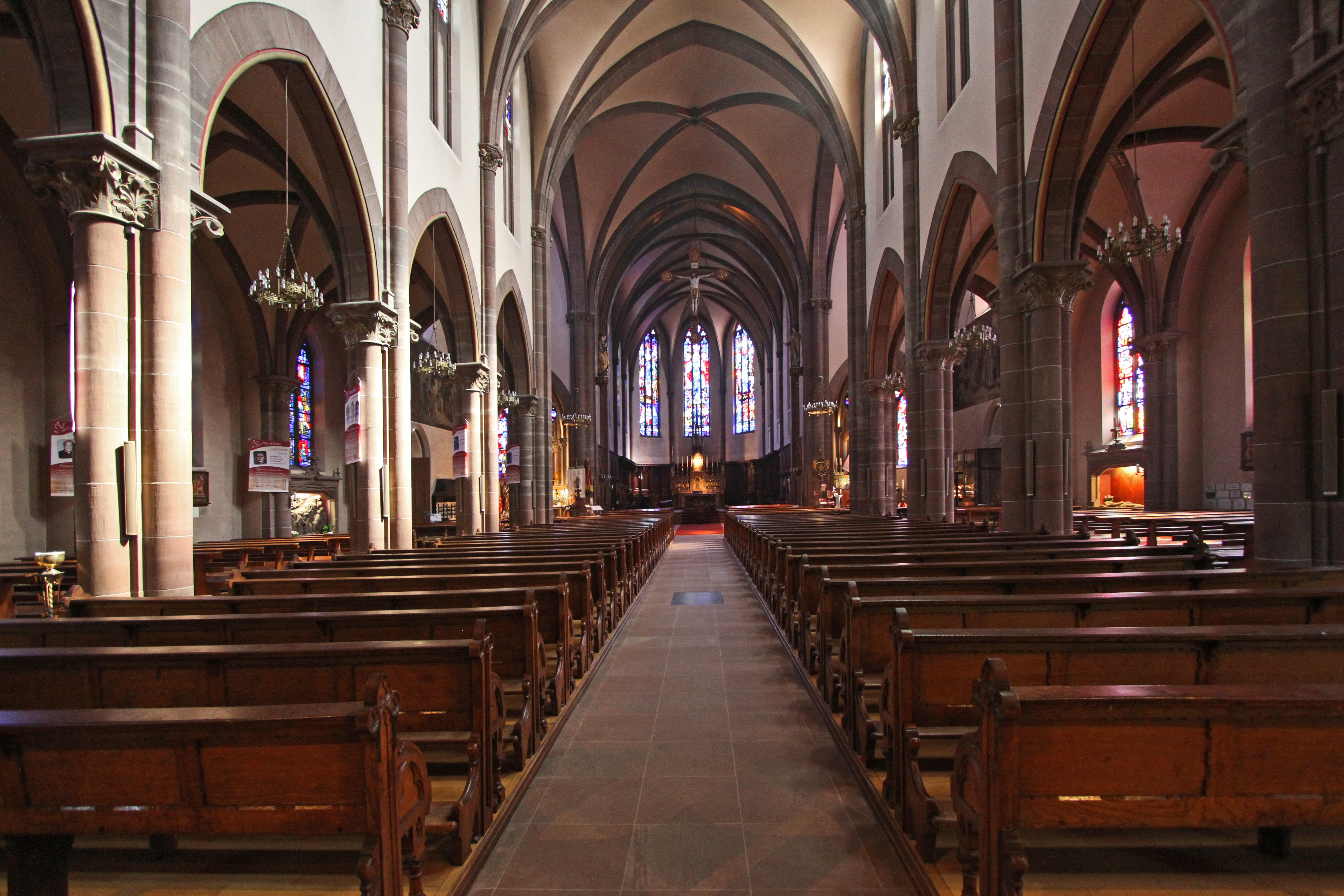
Innenansicht der Wallfahrtskirche (nach Osten)

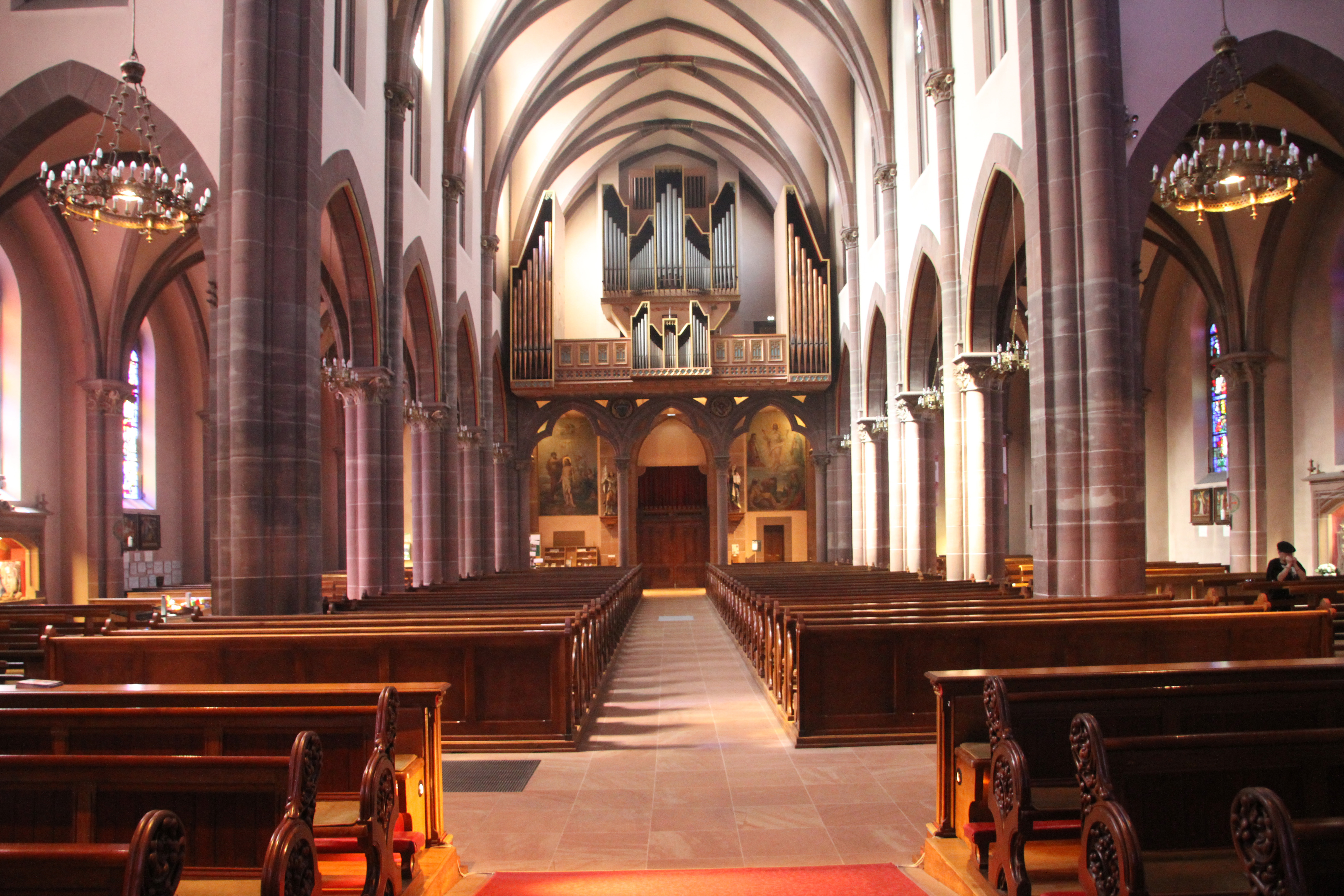
Innenansicht der Wallfahrtskirche (nach Westen)

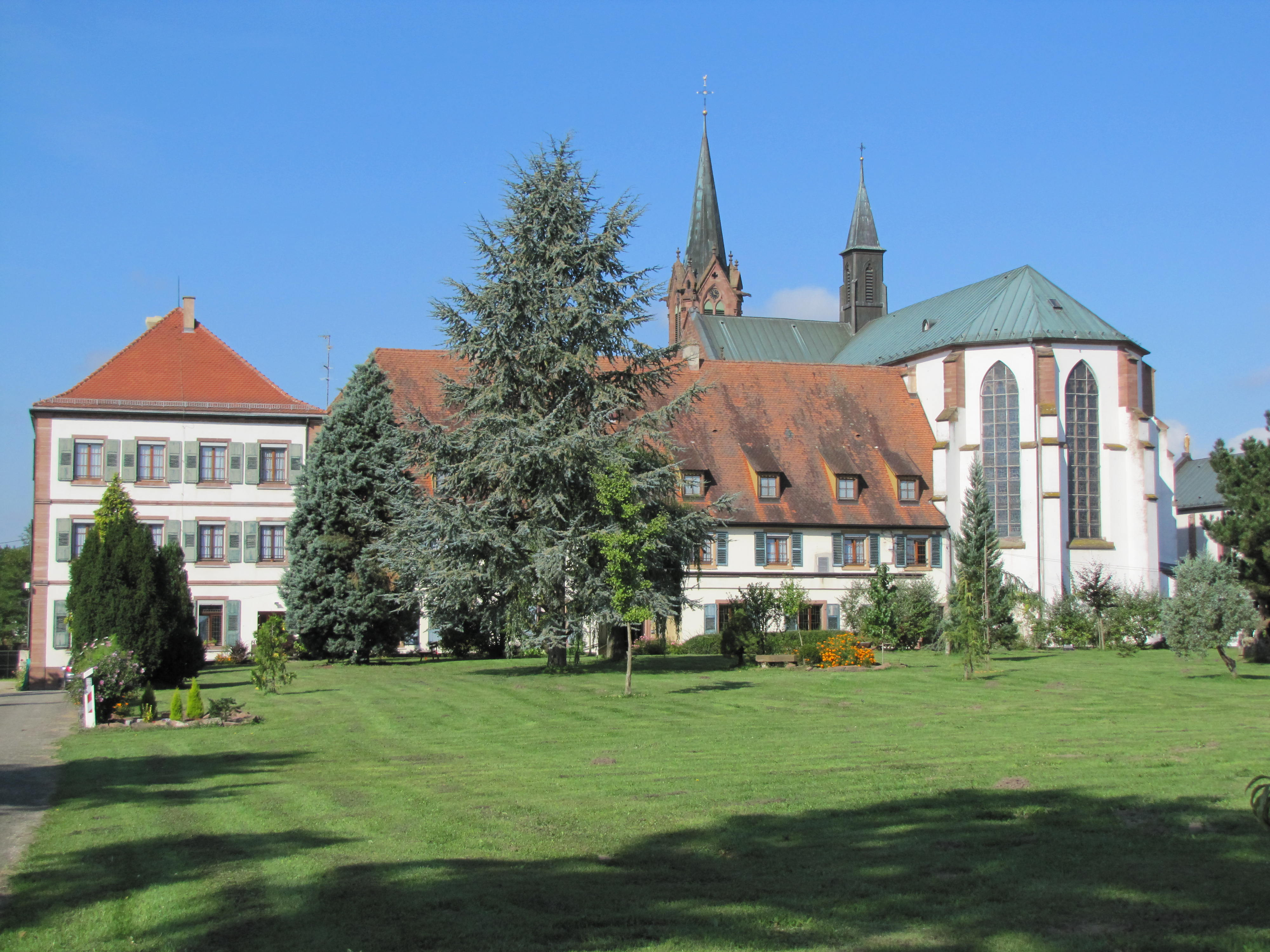
Klosteranlage

Das Kloster Marienthal geht auf eine 1240 durch Albert von Hagenau, Ministeriale der Staufer in der Kaiserpfalz Hagenau,  gegründete Einsiedelei zurück. Um 1250 kam eine Klosteranlage hinzu, die ersten Mönche gehörten dem im 13. Jahrhundert gegründeten Orden der Wilhelmiten an. Es liegt im zur französischen Stadt Haguenau gehörenden Teil des Ortes Marienthal, etwa 4 km in südöstlicher Richtung von dieser entfernt.
Im Jahr 1375 während des Hundertjährigen Krieges wurde die im Kloster verehrte Marienstatue zerstört und im Jahr 1420 durch eine vom Markgraf Bernhard von Baden gestiftete Madonna mit Kind ersetzt. Diese hölzerne Madonnenstatue und eine etwa zeitgleich entstandene, ebenfalls hölzerne Pietà wurden Wallfahrtsziele. 
Im Jahr 1460 begann man mit einem Kirchenneubau, der 1520 abgeschlossen werden konnte und während der Bauernkriege im Jahr 1525 bis auf Teile des Chores und der Sakristei verwüstet wurde. Aus dieser Zeit sind zahlreiche, heute denkmalgeschützte nachgotische Skulpturen (Schlusssteine, Reliefs, ein Marientod und ein Heiliges Grab) von Friedrich Hammer erhalten. Der seit dem Jahre 1520 im Amt befindliche Prior schloss sich der Reformation an und verkaufte das Kloster an die Stadt Haguenau. 
Seit dem Jahr 1617 wirkten Jesuiten in Marienthal, die Betreuung der Wallfahrt endete mit dem Verbot des Jesuitenordens in Frankreich im Jahr 1765. 
Im Jahr 1863 begann man, den spätgotischen Bau durch die heutige Kirche zu ersetzen, der Bau wurde 1866 unter Teilnahme von 20.000 Pilgern mit der Weihe der neuen Kirche abgeschlossen. 1889 wurde die Kirche von Martin von Feuerstein mit Fresken zur Geschichte des Wallfahrtsorts verziert. 1892 wurde die Kirche von Papst Leo XIII. zur Basilika minor erhoben. Die während des Zweiten Weltkrieges entstandenen Schäden an Gebäude und Kirchenfenstern wurden zwischen 1950 und 1984 beseitigt. 
Die Anlage dient noch als Wallfahrtskirche und wird durch Benediktinerinnen betreut.